# Kim Portnoy
Kim Portnoy (Saint Louis (Missouri), 10 juni 1954) is een Amerikaans componist, muziekpedagoog en jazzpianist.

## Levensloop
Portnoy studeerde aan de Washington-universiteit in Saint Louis, zijn geboortestad, bij Roland Jordan, John Perkins en Robert Wykes en behaalde aldaar zowel zijn Bachelor of Arts alsook zijn Master of Arts. Tijdens zijn studie kreeg hij een studiebeurs van de Thomas Talbert Foundation. Als jazzpianist richtte hij een eigen trio het Kim Portnoy trio met Ric Vice (basgitaar) en Clarence Newell (drumstel) op en zij hebben verschillende cd's opgenomen. Maar hij werkt ook als pianist in de klassieke sector bijvoorbeeld met het Saint Louis Symphony Orchestra. 
Portnoy richtte zelf ook een jazzorkest op en verzorgde ermee cd-opnames van zijn eigen composities.
Sinds 1986 is hij docent en instructeur aan de muziekafdeling van de Webster Universiteit in St. Louis (Missouri). Intussen is hij professor voor jazzimprovisatie, jazztheorie, orkestratie en compositie en hoofd van de compositieafdeling. 
Als componist werd hij tweemaal bekroond met de "Fiscal Year Creative Artist Project Awards" van het "Missouri Arts Council". Zijn werken worden nationaal en international uitgevoerd zoals bijvoorbeeld tijdens het Eastman Summer Trombone Institute in Rochester, het Choral Music Experience Institute in Arvika (Zweden) en de Guitar Foundation of America Conference aan het Oberlin Conservatory of Music in Oberlin, maar ook twee keer tijdens de International Association of Jazz Educator’s conference in New Orleans en in Atlanta.

## Composities (selectie)

### Werken voor orkest
- 2001 Bluework, concert voor piano en orkest

### Werken voor harmonieorkest
- 2009 Sasha Takes a Train, voor harmonieorkest

### Werken voor jazzorkest
- Blues For Anton
- Haunts Me
- King Portnoy Stomp
- Open Up Your Heart
- Scattered
- Take My Waltz... Please,
- Wash Away the Dust of Everyday Life
- We Fell Up

### Vocale muziek

#### Werken voor koor
- Most this amazing day, tien liederen voor sopraan en gemengd koor - tekst: E.E. Cummings

#### Liederen
- Sitting in a tree, voor zangstem en piano
- The Window:  Eight New Songs, voor zangstem en jazz combo - tekst: Alfred Lord Tennyson

### Werken voor gitaar
- Three Intermezzos, voor gitaarduo